# Римско завоевание на Илирия
Римското завладяване на Илирия и Панония e серия от военни кампании, състояли се през периода 229 пр.н.е. – 9 г. и завършили с установяване на римска власт и администрация над територията на Западния Балкански полуостров, югоизточните части на Алпите и Панонската низина.
Римляните влизат за първи път в съприкосновение с илирийските племена и градове в самото начало на проникването си на Балканите. Това става в последната третина на III век преди новата ера, с което започват Илирийско-Панонските войни на Римската република. Те се водят за контрола над средното поречие на Иструм, крайбрежните райони на Далмация и планинския терен южно от река Наро. Римските войски покоряват Илирийското царство на цар Генций през 168 пр.н.е.. След образуването на провинция Македония в 146 г. пр.н.е. тези земи се администрират от македонския прокуратор на римския сенат, а след 59 г. пр.н.е. е обособена de jure провинция Илирик. De facto Рим упражнява практически контрол само над елинистичните крайбрежни райони, а планинската вътрешност на източния Адриатик все още е под контрола на далматинските племена.

## Кампании през Републиката
През 156 г. пр.н.е. далматите нападат илирийските съюзници на Рим и прогонват посолството на римския сенат. Войската на консула Гай Марций Фигул също е отблъсната, но в крайна сметка постига успех, запалвайки добре укрепения град Делминиум. Войната с далматите продължава Сципион Назика, а през 135 г. пр.н.е. Гай Фулвий Флак покорява племената на ардеите и палариите. Консул Гай Семпроний Тудицан навлиза в Източните Алпи през 129 г. пр.н.е. в кампания срещу яподите, които побеждава благодарение на доблестта на легата Децим Юний Брут, завоевателят на Лузитания. В 119 г. пр.н.е. Рим отново обявява война на Далмация, като според Апиан поводът е желанието на консула Луций Цецилий Метел да получи триумфа. В 115 г. пр.н.е. консул Марк Емилий Скавър воюва с карните в югоизточните части на Алпите, но едва през 76 г. пр.н.е. BC. д. пропреторът Гай Косконий овладява Салона.
Първите кампании в Панония са безуспешни за Гней Корнелий Долабела и Луций Корнелий Лентул Луп. Вторият поход на Луций Цецилий Метел срещу сегестаните се провежда през 119 г. пр.н.е. Апиан пише, че е римските войски постигнат незначителен успех, достигайки столицата Сегестика, но „не разполагат с никакви заложници или друг успех“.
След завладяването на Македония в 148 г. пр.н.е. римляните започва дълга 60-годишна война с келтите-скордиски, които по това време са най-силни от племената на Илирия. През 118 г. пр.н.е. при Стоби римляните са разбити, а преторът им Помпей е убит. Положението се усложнява от пламналия конфликт между римляните и дардани и траки, обсадили Солун. През 114 г. пр.н.е. армията на консул Гай Порций Катон попада в засада и е почти напълно унищожена, като главнокомандващия едва успява да избяга.
Марк Ливий Друз, консулът на 112 г. пр.н.е. се бори успешно със скордиските, преминава в настъпление и ги изтласква отвъд Иструм. В 110 г. пр.н.е. той празнува триумф за победата над скордиските. В периода 110 – 107 г. пр.н.е. войната продължава Марк Минуций Руф, като след успеха му в битката при Гебре той също получава триумф за победата над скордиските и трибалиите. Тези племена се раздвижват отново поради избухването на войната с Митридат и заедно с медите навлизат в Македония и Гърция, където ограбват много храмове, включително Делфи. Претор Луций Корнелий Сципион Азиатски побеждава скордиските и унищожават голяма част от тях, а дарданите и медите сключва мир, който те купуват с откраднато злато от храмовете.
Гай Юлий Цезар е управител на Цизалпийска Галия и Илирик през 59 пр.н.е. по силата на закона Ватиний. През този период лоялни към Рим са само либурните, а яподите ясно отказват да признаят римската власт в продължение на 20 години, нахлувайки в Аквилея и Триест.
По време на Гражданската война силата на римляните в Илирия е значително отслабена. Явно запазили лоши спомени за Цезар, илирийците подкрепят противника му Помпей Велики. През лятото на 48 пр.н.е. в Илирик е изпратен с два легиона Квинт Корнифиций – квестор с преториански правомощия. Той успешно действа срещу племената и отнема много планински укрепления, но не овладява провинцията. След победата на Цезар при Фарсала помпеевият флот се присъединява към борбата срещу Корнифиций и отрязва комуникациите му в Адриатика. Цезар изпраща в подкрепление Авъл Габиний с легион новобранци (15 кохорти и три хиляди конници), но този зимен поход завършва с неуспех. Страдащи от недостиг на храна, неговите войски са принудени да се снабдяват насилствено. Това води до разбунтуване на далматите и те нападат римляните, които губят две хиляди легионера, 38 центуриона и четири трибуна. Блокадата е разбита много трудно, след като от Публий Вациний събира флот в Брундизиум и частично възстановява контрола над провинцията. След убийството на Цезар племената отново отказват да се подчинят и нападат крайбрежните колонии.

## Кампании при Принципата
Окончателното завладяване на Илирия е извършено от Октавиан Август след илирийската война от 35 – 33 г. пр.н.е. През този период на затишие във вътрешните работи на Републиката Октавиан разполага с 45 боеспособни легиона, които използва за експанзия на римската държавност. Насочва ги към Илирия, Панония и Дакия и защото в Италия няма как да ги издържа. За плацдарм към Юлийските Алпи е избрана Сегестика, разположена на вливането на Колапис в Савус.

За да се добере до тази логистична точка е организирана база в Сенияна адриатическия бряг, като флотът на Агрипа осигурява снабдяване, разчиствайки пиратските флотилии на либурните на Коркира Нигра и Мелитус. Първи на пътя на Октавиан попадат яподите, които са обсадени в Метул и градът е опожарен. Тази победа разчиства пътя между Сения и Сегистика, а по Савус и Иструм е пусната снабдителна флотилия. Въпреки че районът е овладян в речна битка там загива навархът Менодор. Влошените отношения с Марк Антоний карат Октавиан да се откаже от първоначалния си план и да се насочи на югоизток към Македония, където властва другия триумвир. Завладени са Сетовия и Синодиум, а след като става консул през 33 г. пр.н.е.
| „                           | Цезар покорил цялата Илирийска земя, както загубената, така и тази, която преди не му била подчинена. | “ |
| Апиан, Събития в Илирия. IV | |   |

.
След тридневния си триумф срещу илирите и Марк Антоний Октавиан намира време да довърши започнатата алпийска кампания срещу саласите и карните, като се достига и до първи сблъсъци с рети и тавриски. В Илирикум са основани римските колонии Пола, Ядар, Емона и Нарона, а в Рим е въздигнат Портик на Октавия.
В последвалите Алпийски походи и Панонска война е завършено овладяването на Панонската низина и е създаден плацдарм за инвазии в Норик, Реция и следващи походи в Барбарикум.
Последното голямо въстание на илирийските племена е Панонското от 6 г., след потушаването на което провинция Илирик е разделена на две части – Горен Илирик (Далмация) и Долен Илирик (Панония).